# Nicole Berline
Nicole Berline (* 1944) ist eine französische Mathematikerin.

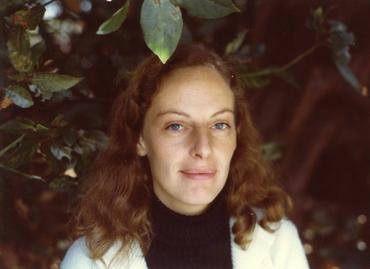
Nicole Berline 1976

Berline studierte von 1963 bis 1966 an der École normale supérieure de jeunes filles und war 1966/67 als Austauschstudentin an der Lomonossow-Universität in Moskau. Ab 1967 lehrte sie an der ENS de Jeunes Filles und ab 1971 forschte sie für das CNRS (Attachée de recherches). 1974 wurde sie an der Universität Paris bei Jacques Dixmier promoviert (Ideaux primitifs dans les algebres enveloppantes). 1976/77 war sie Gastprofessor an der University of California, Berkeley. 1977 wurde sie Professorin an der Universität Rennes 1 und von 1984 bis zu ihrer Emeritierung im Oktober 2009 lehrte sie an der École polytechnique.
Sie befasste sich mit Indexsätzen elliptischer Operatoren nach dem Vorbild des Atiyah-Singer-Indexsatzes und mit symplektischer Geometrie.
Sie hat vier Söhne.

## Schriften
- mit Ezra Getzler, Michèle Vergne Heat Kernels and Dirac Operators, Grundlehren der mathematischen Wissenschaften 298, Springer Verlag 1992, 2004